# Zijlhof
Zijlhof of Huis ter Zijl was een kasteel en buitenplaats in de Nederlandse plaats Leiderdorp, provincie Zuid-Holland.

## Geschiedenis
Het kasteel is vermoedelijk in de 13e eeuw gebouwd. De eerst bekende eigenaar was Jan van Ammers, die het kasteel in 1292 opdroeg aan Hendrik, burggraaf van Leiden, en van hem weer in leen terug ontving. Jan droeg hierna het huis over aan de heer van Wassenaar. Bij het kasteel hoorde waarschijnlijk ook een houten kerkje dat in de 13e eeuw was gebouwd.
In de tweede helft van de 14e eeuw werd het kasteel uitgebreid. Bij het kasteel hoorde tevens een grondgebied van 50 morgen groot. 

### Verwoestingen
In 1420 speelde het kasteel een rol in de Hoekse en Kabeljauwse twisten. De kasteeleigenaar Gerrit van Zijl had de kant van Jacoba van Beieren gekozen, waarna haar tegenstander - haar eigen oom Jan van Beieren - het Huis ter Zijl verwoestte. Herbouw volgde, maar in 1480 werd het kasteel opnieuw verwoest. Het duurde tot 1507 voordat het werd herbouwd.
In 1490 kwam Ter Zijl aan Roland le Fèvre, Heer van Liesveld. Via de Heer van Opdam in 1540 kwam het terecht bij Willem van Pynsen.
Vanwege het dreigende beleg van Leiden door de Spanjaarden liet de stad het kasteel in januari 1574 preventief afbreken.

### Buitenplaats Zijlhof
In 1598 werd het slot weer herbouwd. Het was in de nieuwe opzet overigens geen kasteel meer, maar een buitenplaats met een tuin en boomgaarden.

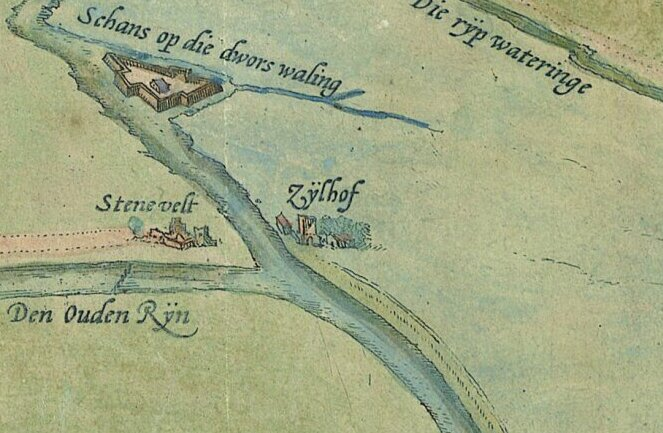
Zijlhof en Steneveld op de kaart van Leiden en omgeving uit 1574

In 1696 kocht Johan Versijden de Zijlhof aan. Zijn nazaten bleven eigenaar tot 1798: toen werd het kasteel verkocht aan Willem de Mey, die het in 1804 ook weer verkocht.

### Afbraak
In 1806 werd de inmiddels verwaarloosde Zijlhof afgebroken. De grachten werden in de tweede helft van de 19e eeuw gedempt. Op het kasteelterrein vestigde zich in de 20e eeuw de Vereenigde Touwfabriek.
Begin 21e eeuw werd op de kasteelterrein het bedrijventerrein de Baanderij aangelegd. Bij archeologisch onderzoek kwamen muurwerk en kloostermoppen tevoorschijn.

## Beschrijving
Het kasteel was gebouwd op een oeverwal aan de oostzijde van het veenriviertje de Zijl. Het 13e-eeuwse kasteel betrof een omgrachte woontoren met muren van 1,2 meter dik en stond op een eilandje van 26,5 bij 26,5 meter groot. Na de verwoesting in 1420 werd het herbouwd, maar niet op precies dezelfde plek als de woontoren. 
Het in 1598 herbouwde kasteel was een buitenplaats met boomgaarden en tuinen.
Abbenbroek · Abspoel · Adegeest · Slot Alkemade ·  Altena · Arkelsburg · Bellesteyn · Huis ten Berghe · Binckhorst · Binnenhof · Blijdestein · Te Blotinghe · Boekenburg · Boekhorst · Boshuysen · Bulgersteyn · Burcht (Leiden) · Burcht (Voorne) · Slot Capelle · Coebel · Cranenburg · Crayestein · Cronesteyn · Crooswijk · Develstein · 't Huys Dever · Dirks Steenhuis · Ter Does · Duivenstein · Duivenvoorde · Endegeest · Endepoel · Foreest · Giessenburg · Gravensteen · Groot Haesebroek · 's Heeraartsberg · Hof van Wateringen · Holy · Slot Honingen · Kasteel van de Heren van Arkel · Kasteel van Gouda · Keenenburg · Kasteel Keukenhof · Klein Poelgeest · Huis te Langerak · Langestein · Huis te Liesveld · Ter Lips · De Loo · Madeburcht · Marenburch · Meerburg · Huis te Merwede · Huis ter Mey · Kasteel van der Meye · Niemandsvriend · Noordeloos · Oud-Berendrecht · Oud-Poelgeest · Oud Teylingen · Paddenpoel · Persijn · Groot Poelgeest · Hof van Putten · Puttensteyn · Landgoed De Raephorst · Kasteel Ravesteyn · Kasteel van Rhoon · Rijnegom · Rijnenburg · Huis te Riviere · Rodenburg · Hofstad Rodenrijs · Rodenrijs · Rosenburgh · Huis Roucoop · Santhorst · Schelluinderberg · Schonenburg · Kasteel van Schoonhoven · Souburgh · Spangen · Starrenburg · Huis ter Specke · Steenvoorde · Stenevelt · Slot Teylingen · Den Toll · Torenvliet · Slot Valckesteyn · Huis ter Waard · Warmont · Ter Weer · Hof van Wena · Kasteel Westerbeek · Huis te Woude · Kasteel van IJsselmonde · 't Zand · Huis Zevender · Kasteel aan de Zevender · Zijlhof · Zonneveld · Huis Zuidwijk · Zwieten